# Policía internacional
Policía internacional fue un programa de televisión que mezcla los géneros documental y telerrealidad. En este formato, los reporteros Luis Troya y Mercedes Forner acompañan a la Policía en países con zonas conflictivas. El espacio se estrenó el 18 de febrero de 2014 y se emitió durante cuatro semanas en Cuatro.

## Formato
El objetivo de Policía internacional es enseñar la realidad social de cada país a través de la policía, sobre todo conocer cómo trabaja la policía de otros países.

## Audiencias
| Temporada | Temporada | Episodios | Estreno               | Final               | Audiencia media | Audiencia media | Audiencia media |
| Temporada | Temporada | Episodios | Estreno               | Final               | Espectadores    | Cuota           |                 |
| --------- | --------- | --------- | --------------------- | ------------------- | --------------- | --------------- | --------------- |
|           | 1         | 4         | 18 de febrero de 2014 | 11 de marzo de 2014 | 1 112 000       | 5,5%            |                 |

## Temporada 1: 2014
| Programa | Título del programa | Fecha de emisión      | Espectadores | Share |
| -------- | ------------------- | --------------------- | ------------ | ----- |
| 1x01     | Brasil              | 18 de febrero de 2014 | 1 193 000    | 5,8%  |
| 1x02     | Guatemala           | 25 de febrero de 2014 | 1 281 000    | 6,4%  |
| 1x03     | México              | 4 de marzo de 2014    | 953 000      | 4,7%  |
| 1x04     | Estados Unidos      | 11 de marzo de 2014   | 1 021 000    | 5,2%  |